# Piloti (serie televisiva)
Piloti è stata una serie televisiva italiana in stile sitcom, ideata da Rai Fiction e realizzata da Magnolia Fiction.

## Produzione
Prodotta da Rosario Rinaldo, la fiction è stata trasmessa su Rai 2 dal 2007 al 2011, nella fascia preserale. La prima stagione è stata trasmessa dal 5 aprile 2007 al 26 settembre ed è composta da 150 episodi; la seconda stagione è stata trasmessa dal 15 novembre 2008 al 10 agosto ed è composta da 266 episodi; la terza stagione è stata trasmessa dal 30 marzo 2011 al 21 dicembre ed è durata 43 episodi. Fra le tre stagioni ci sono inoltre circa 100 episodi rimasti inediti.
Tra gli sceneggiatori della serie sono annoverati Andrea Zalone, Piero Guerrera, Carlo Gabardini, Ivan Garcia Moreno, Antonio Losito, Fabio Vassallo, Carlo Bassetti, Federica Campana, Paolo Fittipaldi, Pier Mauro Tamburini, Daniela Ranieri, Marco Verdura e Carolina Capria.

## Trama
Il commendatore Aurelio Piccione è titolare di una compagnia aerea economica denominata "Piccione AirLines". Ogni episodio, della durata di 8 minuti circa, racconta le vicende comiche che si vengono a creare nella cabina di pilotaggio o nell'intero aereo.

## Personaggi e interpreti
- Enrico Gasparini, interpretato da Enrico Bertolino.
È il comandante dell'aereo. Ha 44 anni ed è milanese. Ha una lunga carriera di pilota di linea alle spalle, avendo lavorato in compagnie aeree molto importanti. Ha sempre un rapporto controverso con la moglie Magda che lo ha convinto ad accettare, contro la sua volontà, il posto alla Piccione AirLines. È interista.
- Max Conti, all'anagrafe Massimiliano, interpretato da Max Tortora.
È il primo ufficiale copilota, ha 43 anni. È romano e non ha molta esperienza in campo aereo. Ha perennemente bisogno di soldi, per cui svolge numerose attività secondarie che pubblicizza durante il volo. È single, frequentatore abituale di prostitute e quando sull'aereo salgono passeggere avvenenti fa di tutto per provare a conquistarle. È romanista.
- Silvana Bava, interpretata da Liù Bosisio nel solo episodio pilota, poi Gisella Burinato.
È la responsabile del personale. Donna indipendente e autoritaria, in passato è stata assistente di volo presso importanti compagnie aeree. Con oltre 40 anni di servizio potrebbe essere già in pensione, ma il lavoro è la sua vita e ha accettato di lavorare per la Piccione in cambio di uno stipendio irrisorio. È temuta dall'intero staff a causa del suo contatto diretto con il commendatore Aurelio Piccione.
- Josephine Caratozzo, interpretata da Jessica Polsky
È la seconda assistente di volo. Ha 25 anni ed è americana. Ha poca esperienza nel settore ed è molto distratta. Le capita spesso, perciò, di causare danni. Entrambi i piloti hanno un debole per lei ed è continuamente corteggiata.
- Celeste, interpretato da Giovanni Sanicola
È l'assistente di bordo. È omosessuale e parla perfettamente l'inglese.
- Aurelio Piccione, interpretato da Gianni Quillico
È il titolare della compagnia aerea low-cost "Piccione AirLines". Non compare mai in scena se non attraverso il telefono di bordo o il cellulare dei protagonisti.
- Magda, interpretata da Carla Chiarelli
È la moglie del comandante Enrico Gasparini. Ha avuto due figli: Tommaso di 12 anni (interpretato da Filippo Spagliardi) e Cecilia di 19 anni (interpretata da Enrica Ajò). Non compare mai in scena se non attraverso il telefono di bordo o il cellulare dei protagonisti.